# ستيوارت ماكفيرسون
ستيوارت ماكفيرسون (بالإنجليزية: Stewart McPherson)‏ هو جغرافي وعالم نبات بريطاني، ولد في 1983.

## وصلات خارجية
- ستيوارت ماكفيرسون على موقع IMDb (الإنجليزية)